# 鲁西永 (伊泽尔省)
鲁西永（法語：Roussillon，法語發音：[ʁusijɔ̃] ⓘ）是法国伊泽尔省的一个市镇，位于该省西部，属于维埃纳区。

## 地理
鲁西永（45°22'19"N, 4°48'42"E）面积11.62 平方千米，位于法国奥弗涅-罗讷-阿尔卑斯大区伊泽尔省，该省份为法国东南部内陆省份，北起顺时针与安省、萨瓦省、上阿尔卑斯省、德龙省、阿尔代什省、卢瓦尔省和罗讷省。
与鲁西永接壤的市镇（或旧市镇、城区）包括：瓦雷兹河畔欧布里沃、圣莫里斯莱克西勒、萨讷河畔萨莱斯、维尔苏桑茹、阿雪、瓦雷兹河畔克洛纳、勒佩阿日德鲁西永。
鲁西永的时区为UTC+01:00、UTC+02:00（夏令时）。

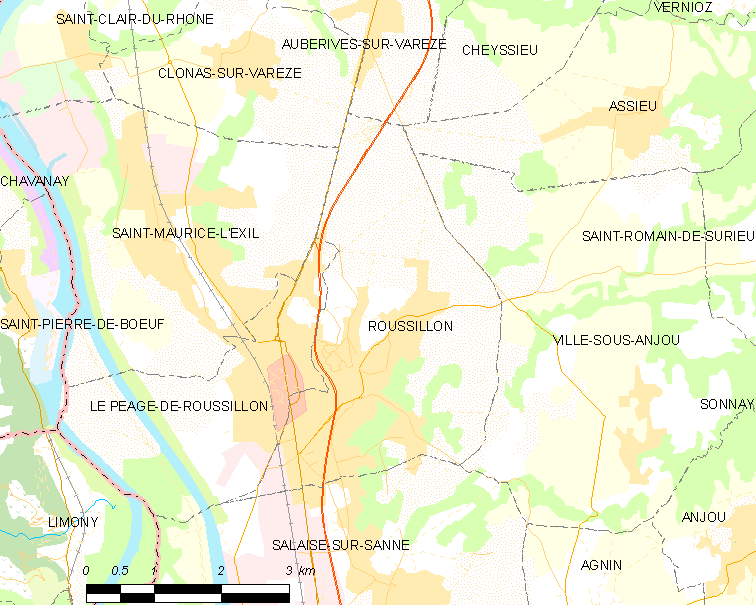
鲁西永的OSM定位图

## 行政
鲁西永的邮政编码为38150，INSEE市镇编码为38344。

## 政治
鲁西永所属的省级选区为鲁西永县。

## 人口

1962-2008年间鲁西永人口变化图示

鲁西永于2022年1月1日时的人口数量为8584人。